# Newburgh (Nueva York)
Newburgh, fundada en 1865, es una ciudad ubicada en el condado de Orange en el estado estadounidense de Nueva York. En el año 2020 tenía una población de 28,856 habitantes y una densidad poblacional de 2,858.36 personas por km².

## Geografía
Newburgh se encuentra ubicada en las coordenadas 41°31′11″N 74°1′10″O / 41.51972, -74.01944. Según la Oficina del Censo, la ciudad tiene un área total de 12,4 km² (4,8 mi²), de la cual 9,9 km² (3,8 mi²) es tierra y 2,5 km² (1 mi²) (20%) es agua.

## Demografía
Según la Oficina del Censo en 2000 los ingresos medios por hogar en la localidad eran de $30,332, y los ingresos medios por familia eran $32,519. Los hombres tenían unos ingresos medios de $26,633 frente a los $21,718 para las mujeres. La renta per cápita para la localidad era de $13,360. Alrededor del 25.8% de la población estaban por debajo del umbral de pobreza.